# Flypaper effect
Flypaper effect (zjawisko „lepu na muchy”) – koncepcja ekonomiczna, według której obecność dotacji w strukturze źródeł finansowania jednostki dotowanej wpływa na większy wzrost jej wydatków budżetowych, niż miałoby to miejsce, gdyby do finansowania wydatków publicznych wykorzystano dochody własne.

## Geneza koncepcji
Koncepcja flypaper effect została sformułowana po raz pierwszy przez amerykańskiego ekonomistę Arthura Okuna. Metaforyczne ujęcie zjawiska „lepu na muchy” stanowiło odpowiedź na badania przeprowadzone przez jego kolegę Edwarda Gramlicha opublikowane w 1979 r. Gramlich w swojej publikacji poszukiwał wyjaśnienia faktu, że korzystanie z dotacji nieukierunkowanych na konkretny cel stymuluje wzrost lokalnych wydatków bardziej niż korzystanie z dochodu pochodzącego z podatków pobieranych od lokalnej społeczności. W odpowiedzi Okun skonkludował, że „biurokratom i politykom łatwiej jest uniknąć podwyższenia podatków, gdy otrzymuje środki pochodzące z podziału dochodów niż podnieść je w momencie, gdy jakieś egzogeniczne wydarzenie wpłynie na zwiększenie dochodów społeczności”.
Środki samorządu terytorialnego pochodzą zarówno od rządu jak i z dochodów osób fizycznych zamieszkujących daną jednostkę samorządu. Henderson i Gramlich w swojej publikacji określali równania popytu jednostek przy założeniach maksymalnej ich użyteczności pod warunkiem ograniczania dochodów danej osoby. 
Taka specyfikacja powinna oznaczać, że indywidualny dochód danej osoby i jej udział w transferach pieniędzy pochodzących od rządu miałyby taki sam wpływ na wydatki, tj. dotacja rządowa i równoważny wzrost dochodów lokalnych mają taki sam skutek. Jest jednak inaczej i anomalia ta została nazwana właśnie efektem „lepu na muchy”.

## Próby wyjaśnienia
Jest to rodzaj iluzji fiskalnej. Podjęto zatem wiele prób zracjonalizowania tegoż efektu. Jeden z kierunków interpretacji sięgał procesów biurokratyczno-urzędniczych. Lokalni urzędnicy dążą bowiem do zmaksymalizowania budżetu, jednocześnie nie informując mieszkańców o faktycznych poziomach finansowania własnego i zewnętrznego. Zgodnie z tym flypapaer effect pojawia się, ponieważ lokalna społeczność nie jest świadoma prawdziwych ograniczeń budżetowych. Przeprowadzone w tym zakresie badania dowodzą, że w referendach dotyczących poziomów wydatków dyskutuje się i podaje informacje dotyczące wysokości podatków, ale bardzo rzadko informacje dotyczące dotacji z budżetu państwa. Skomplikowane systemy dotowania, wyrównywania, budżetowania zadaniowego itp. powodują, że subwencjonowana społeczność danej jednostki samorządu terytorialnego nie jest świadoma, iż środki na dotacje i subwencje pochodzą z ich podatków płaconych do budżetu państwa. Pojawia się skłonność do wyższych wydatków, jeśli budżet opiera się na transferach z budżetu wyższego szczebla, a nie z podatków lokalnych płaconych bezpośrednio do budżetu komunalnego. Ważną rolę odgrywają też rodzaj i szczegółowa konstrukcja transferu. Na przykład dotacje sprzężone, w przypadku których suma, którą otrzymuje społeczność lokalna, zależy od wkładu własnego, w znacznie większym stopniu pobudzają wydatki z budżetów lokalnych niż dotacje niewymagające współfinansowania
Przeprowadzone w tym obszarze szerokie badania ekonometryczne dowodzą, że dolar otrzymany przez jednostkę samorządu terytorialnego w formie dotacji powoduje wyższe wydatki publiczne niż wzrost dochodów jednostki o jednego dolara z dochodów własnych. Badania sugerują, że dolar otrzymany w postaci dotacji powoduje wzrost wydatków publicznych o 40%, podczas gdy dodatkowy dolar dochodów własnych jedynie o 10%. Dotacje z budżetu państwa stymulują więc wydatki jednostki samorządu terytorialnego. Studia empiryczne w wielu krajach potwierdziły obserwacje, że marginalna skłonność do wydatkowania dotacji na konkretną usługę publiczną jest wyższa niż marginalna skłonność do wydatkowania środków z innych źródeł na tę usługę. Efekt ten może być silny lub słaby w zależności od rodzaju i szczegółowej konstrukcji dotacji, rodzaju i zakresu finansowanych usług itp.

## Przełożenie na polskie samorządy
Przekładając to zjawisko na polskie samorządy można wywieść, że każda złotówka pochodząca z jakiejkolwiek formy dotacji z budżetu państwa powoduje zwiększenie wydatków gminy o większą kwotę niż każda złotówka uzyskana przez opodatkowanie prywatnych zasobów mieszkańców. W tym przypadku najsilniejszy wpływ na wydatki gminy per capita mają dotacje, ponieważ z tej grupy wydatków gminy są ściśle rozliczane. Natomiast dochody pochodzące z subwencji ogólnej oddziałują na wydatki gminy ok. dwóch razy silniej niż jej dochody własne.